# Homero Richards
Homero Richards (junio nacido 8, 1976) es un conductor automovilístico de Ciudad de México.
Richards Ganó atrás-a-campeonatos posteriores en el Panam Serie de GP (Fórmula latinoamericana Renault campeonato), en 2004 y 2005.
Hizo su primer y único Champ inicio de Serie Mundial Automovilístico en 2005 en Autódromo Hermanos Rodríguez.
En 2006, cambie de abierto-rueda a coches accionarios, y empezados para competir en el NASCAR Corona Serie. Conduce el #20 Nextel coche para H&H Corriendo, un equipo él co-posee con su hermano Horacio.